# قورباغه سبز (مجموعه تلویزیونی)
قورباغه سبز با بازی و عروسک‌گردانی علیرضا توپچیان یک مجموعه تلویزیونی عروسکی بود که در سال ۱۳۶۴ از شبکه دو تلویزیون پخش شد. نقش اصلی این سریال را یک قورباغه عروسکی در کنار علیرضا توپچیان ایفا می‌کرد. «قورباغه سبز» پایه‌گذار سبکی جدید از عروسک‌گردانی در تلویزیون بود که عروسک از پشت میز به خیابان و صحبت با مردم رفته و گهگاهی نیز در خانه و کنار توپچیان دیده می‌شد اما این مجموعه تلویزیونی در نیمه‌های راه و در سال ۶۵ به دلیل تصادف و فوت ناگهانی توپچیان نیمه‌کاره رها شد. قورباغه سبز یکی از ماندگارترین آثار عروسکی تلویزیون ایران به شمار می‌آید.